# Short Sarafand
El Short S.14 Sarafand fue un hidrocanoa biplano británico construido por Short Brothers. Fue planeado como avión de reconocimiento general para el servicio militar. Cuando fue construido en 1932, era el mayor aeroplano del Reino Unido.

## Desarrollo
El Sarafand fue propuesto por primera vez por Oswald Short en 1928 como un desarrollo agrandado del Singapore II, para proporcionar una capacidad de alcance transatlántico. Short se las arregló para convencer primero a su diseñador jefe, Arthur Gouge, y luego al Jefe del Estado Mayor del Aire, Sir Hugh Trenchard (más tarde Vizconde Trenchard), de la factibilidad de un avión tan grande, y la Especificación R.6/28 del Ministerio del Aire fue redactada para definir el proyecto. Fue realizado como un negocio conjunto público/privado, sufragándolo el Ministerio del Aire con 60 000 libras y Short Brothers poniendo el resto. El avión fue designado originalmente Short R6/28, antes de ser bautizado Sarafand.

## Diseño
El Sarafand era un hidrocanoa biplano de seis motores con alas de misma envergadura. Debido a las altas cargas en las puntas alares, Gouge especificó largueros de acero corrugado para ambas alas superior e inferior. Los seis motores, en parejas tractora/propulsoras, estaban instalados en góndolas monocasco montadas entre las alas sobre vigas integrales; la góndola central estaba soportada además por dos pares de soportes extendidos hasta las raíces alares inferiores. El casco, construido principalmente en lámina de aluminio (Alclad) con tratamiento anodizado, poseía un fondo de planeo de acero inoxidable. Tenía una unidad de cola monoplana con un gran empenaje y dos pequeñas aletas auxiliares sobre el plano de cola.

## Historia operacional
El prototipo del Sarafand fue construido en el No. 3 Shop en Rochester, pero el taller no tenía suficiente altura para instalar el ala superior. El incompleto hidrocanoa fue botado en el río el 15 de junio de 1932 y trasladado hasta una nueva rampa, llamada originalmente Barge Yard, para el montaje final. El primer vuelo, con John Lankester Parker, piloto de pruebas jefe de Shorts, a los mandos, y Oswald Short como copiloto, fue realizado en Rochester, en el río Medway, el 30 de junio de 1932. Sólo se construyó un S.14 (matrícula S1589); más tarde fue usado en vuelos experimentales en el Establecimiento Experimental de Aviones Marítimos en Felixstowe. El Sarafand fue desguazado allí en 1936.

## Operadores
Reino Unido
- Real Fuerza Aérea

## Especificaciones
Referencia datos: The Short "Sarafand" 

### Características generales
- Tripulación: Nueve (2 pilotos, navegador, radio operador, ingeniero, cuatro artilleros)
- Longitud: 27,3 m (89,4 ft)
- Envergadura: 36,6 m (120 ft)
- Altura: 9,3 m (30,3 ft)
- Superficie alar: 321 m² (3455,3 ft²)
- Peso vacío: 20 300 kg (44 741,2 lb)
- Peso cargado: 31 751 kg (69 979,2 lb)
- Planta motriz: 6× motor lineal V12 refrigerado por líquido en tres parejas tractora-propulsoras Rolls-Royce Buzzard.
  - Potencia: 630 kW (869 HP; 857 CV) cada uno.

### Rendimiento
- Velocidad máxima operativa (Vno): 240 km/h (149 MPH; 130 kt)
- Alcance: 2330 km (1258 nmi; 1448 mi)
- Techo de vuelo: 4000 m (13 123 ft)
- Régimen de ascenso: 3,8 m/s (748 ft/min)

### Armamento
- Ametralladoras: 

  - 4x Lewis de 7,7 mm en anillos Scarff

- Cañones: 

  - 1 de 37 mm en el morro (provisión)

## Aeronaves relacionadas

### Desarrollos relacionados
- Felixstowe Fury
- Short Singapore
- Short Empire

### Aeronaves similares
- Hall XP2H
- Blackburn Perth

### Secuencias de designación
- Secuencia S._ (interna de Short, después de 1921): ← S.10 - S.11 - S.12 - S.14 - S.15 - S.16 - S.17 →